# Drelich

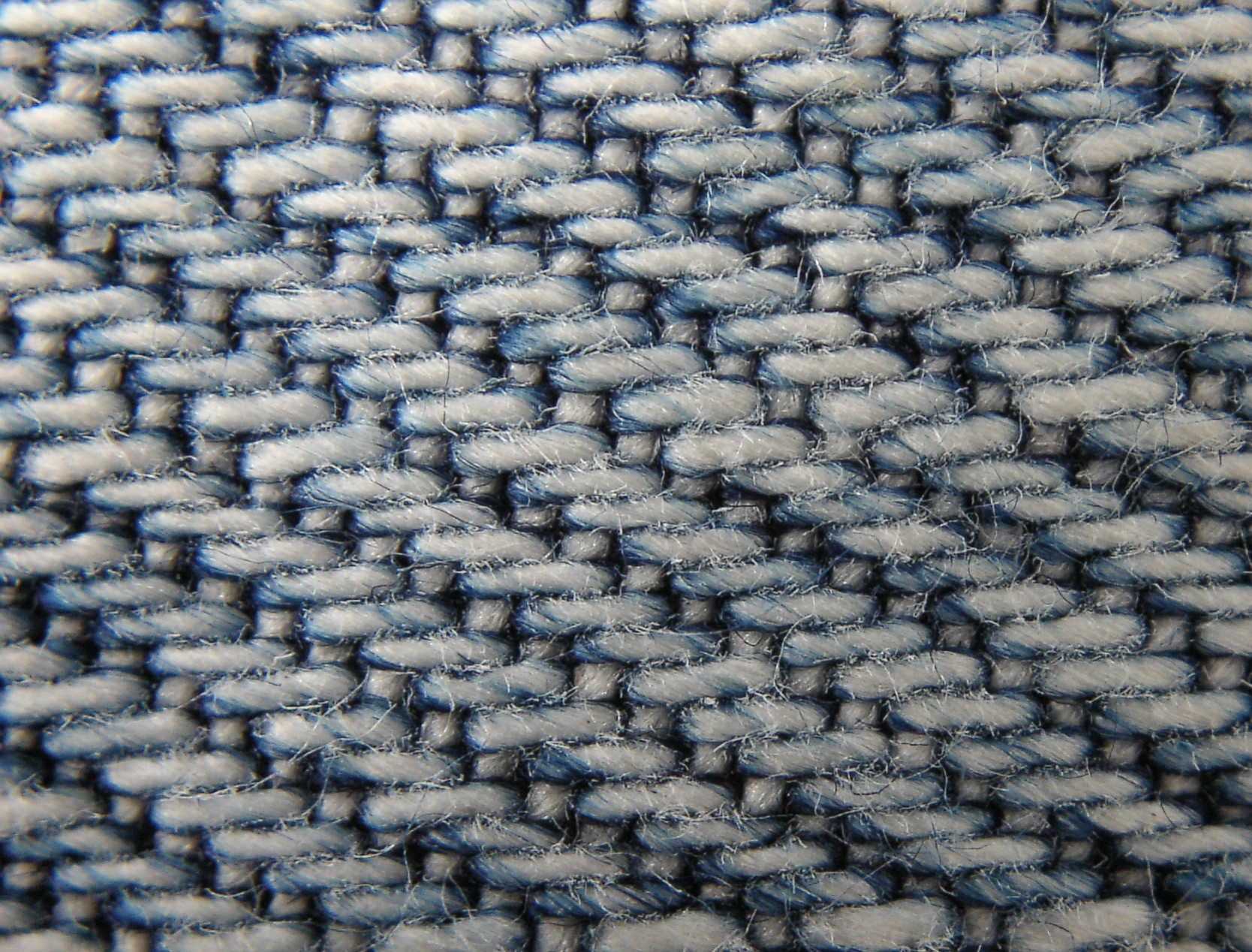
Splot stosowany w tkaninie drelichowej

Drelich – rodzaj mocnej, grubej, półlnianej lub lnianej tkaniny wykonanej w splocie skośnym, z osnową potrójną. Drelich znalazł zastosowanie jako materiał na pokrycia materaców, odzież roboczą, markizy, worki, obrusy, pokrowce, piórniki oraz letnie ubrania wojskowe.
Najbardziej rozpowszechnionym był w Polsce drelich wrocławski, w kostki i paski.